# Erythroxylum ecarinatum
Erythroxylum ecarinatum är en tvåhjärtbladig växtart som beskrevs av Bénédict Pierre Georges Hochreutiner. Erythroxylum ecarinatum ingår i släktet Erythroxylum och familjen Erythroxylaceae. Inga underarter finns listade i Catalogue of Life.